# Danh sách tiểu hành tinh: 7701–7800
| Tên                   | Tên đầu tiên | Ngày phát hiện       | Nơi phát hiện           | Người phát hiện                                        |
| --------------------- | ------------ | -------------------- | ----------------------- | ------------------------------------------------------ |
| 7701 Zrzavý           | 1990 TX8     | 14 tháng 10 năm 1990 | Kleť                    | A. Mrkos                                               |
| 7702 -                | 1991 PO13    | 5 tháng 8 năm 1991   | Palomar                 | H. E. Holt                                             |
| 7703 -                | 1991 RW      | 7 tháng 9 năm 1991   | Palomar                 | E. F. Helin                                            |
| 7704 Dellen           | 1992 EB7     | 1 tháng 3 năm 1992   | La Silla                | UESAC                                                  |
| 7705 Humeln           | 1993 FU7     | 17 tháng 3 năm 1993  | La Silla                | UESAC                                                  |
| 7706 Mien             | 1993 FZ36    | 19 tháng 3 năm 1993  | La Silla                | UESAC                                                  |
| 7707 Yes              | 1993 HM1     | 17 tháng 4 năm 1993  | Trạm Catalina           | C. W. Hergenrother                                     |
| 7708 Fennimore        | 1994 GF9     | 11 tháng 4 năm 1994  | Kushiro                 | S. Ueda, H. Kaneda                                     |
| 7709 -                | 1994 RN1     | 8 tháng 9 năm 1994   | Nachi-Katsuura          | Y. Shimizu, T. Urata                                   |
| 7710 Ishibashi        | 1994 WT2     | 30 tháng 11 năm 1994 | Oizumi                  | T. Kobayashi                                           |
| 7711 Říp              | 1994 XF      | 2 tháng 12 năm 1994  | Kleť                    | Z. Moravec                                             |
| 7712 -                | 1995 TB1     | 12 tháng 10 năm 1995 | Nachi-Katsuura          | Y. Shimizu, T. Urata                                   |
| 7713 Tsutomu          | 1995 YE      | 17 tháng 12 năm 1995 | Oizumi                  | T. Kobayashi                                           |
| 7714 Briccialdi       | 1996 CC1     | 9 tháng 2 năm 1996   | Stroncone               | Stroncone                                              |
| 7715 Leonidarosino    | 1996 CR7     | 14 tháng 2 năm 1996  | Cima Ekar               | U. Munari, M. Tombelli                                 |
| 7716 Ube              | 1996 DA3     | 22 tháng 2 năm 1996  | Kuma Kogen              | A. Nakamura                                            |
| 7717 Tabeisshi        | 1997 AL5     | 7 tháng 1 năm 1997   | Oizumi                  | T. Kobayashi                                           |
| 7718 Desnoux          | 1997 EP30    | 10 tháng 3 năm 1997  | Ramonville              | C. Buil                                                |
| 7719 -                | 1997 GT36    | 7 tháng 4 năm 1997   | Socorro                 | LINEAR                                                 |
| 7720 Lepaute          | 4559 P-L     | 16 tháng 9 năm 1960  | Palomar                 | C. J. van Houten, I. van Houten-Groeneveld, T. Gehrels |
| 7721 Andrillat        | 6612 P-L     | 24 tháng 9 năm 1960  | Palomar                 | C. J. van Houten, I. van Houten-Groeneveld, T. Gehrels |
| 7722 Firneis          | 2240 T-2     | 29 tháng 9 năm 1973  | Palomar                 | C. J. van Houten, I. van Houten-Groeneveld, T. Gehrels |
| 7723 Lugger           | 1952 QW      | 28 tháng 8 năm 1952  | Brooklyn                | Đại học Indiana                                        |
| 7724 Moroso           | 1970 OB      | 24 tháng 7 năm 1970  | El Leoncito             | Felix Aguilar Observatory                              |
| 7725 Selʹvinskij      | 1972 RX1     | 11 tháng 9 năm 1972  | Nauchnij                | N. S. Chernykh                                         |
| 7726 Olegbykov        | 1974 QM2     | 27 tháng 8 năm 1974  | Nauchnij                | L. I. Chernykh                                         |
| 7727 Chepurova        | 1975 EA3     | 8 tháng 3 năm 1975   | Nauchnij                | N. S. Chernykh                                         |
| 7728 Giblin           | 1977 AW2     | 12 tháng 1 năm 1977  | Palomar                 | E. Bowell                                              |
| 7729 Golovanov        | 1977 QY3     | 24 tháng 8 năm 1977  | Nauchnij                | N. S. Chernykh                                         |
| 7730 Sergerasimov     | 1978 NN1     | 4 tháng 7 năm 1978   | Nauchnij                | L. I. Chernykh                                         |
| 7731 -                | 1978 UV      | 28 tháng 10 năm 1978 | Anderson Mesa           | H. L. Giclas                                           |
| 7732 -                | 1978 VE9     | 7 tháng 11 năm 1978  | Palomar                 | E. F. Helin, S. J. Bus                                 |
| 7733                  | 1979 MH4     | 25 tháng 6 năm 1979  | Siding Spring           | E. F. Helin, S. J. Bus                                 |
| 7734 Kaltenegger      | 1979 MZ6     | 25 tháng 6 năm 1979  | Siding Spring           | E. F. Helin, S. J. Bus                                 |
| 7735 Scorzelli        | 1980 UL1     | 31 tháng 10 năm 1980 | Palomar                 | S. J. Bus                                              |
| 7736 Nizhnij Novgorod | 1981 RC5     | 8 tháng 9 năm 1981   | Nauchnij                | L. V. Zhuravleva                                       |
| 7737 Sirrah           | 1981 VU      | 5 tháng 11 năm 1981  | Anderson Mesa           | E. Bowell                                              |
| 7738 Heyman           | 1981 WS1     | 24 tháng 11 năm 1981 | Harvard                 | Oak Ridge Observatory                                  |
| 7739 Čech             | 1982 CE      | 14 tháng 2 năm 1982  | Kleť                    | L. Brožek                                              |
| 7740 Petit            | 1983 RR2     | 6 tháng 9 năm 1983   | Anderson Mesa           | E. Bowell                                              |
| 7741 Fedoseev         | 1983 RR4     | 1 tháng 9 năm 1983   | Nauchnij                | L. G. Karachkina                                       |
| 7742 Altamira         | 1985 US      | 20 tháng 10 năm 1985 | Kleť                    | A. Mrkos                                               |
| 7743 -                | 1986 JA      | 2 tháng 5 năm 1986   | Đài thiên văn Brorfelde | Copenhagen Observatory                                 |
| 7744 -                | 1986 QA1     | 26 tháng 8 năm 1986  | La Silla                | H. Debehogne                                           |
| 7745                  | 1987 DB6     | 22 tháng 2 năm 1987  | La Silla                | H. Debehogne                                           |
| 7746                  | 1987 RC1     | 13 tháng 9 năm 1987  | La Silla                | H. Debehogne                                           |
| 7747 Michałowski      | 1987 SO      | 19 tháng 9 năm 1987  | Anderson Mesa           | E. Bowell                                              |
| 7748                  | 1987 TA      | 12 tháng 10 năm 1987 | Ojima                   | T. Niijima, T. Urata                                   |
| 7749 Jackschmitt      | 1988 JP      | 12 tháng 5 năm 1988  | Palomar                 | C. S. Shoemaker, E. M. Shoemaker                       |
| 7750 McEwen           | 1988 QD1     | 18 tháng 8 năm 1988  | Palomar                 | C. S. Shoemaker, E. M. Shoemaker                       |
| 7751 -                | 1988 UA      | 16 tháng 10 năm 1988 | Kushiro                 | S. Ueda, H. Kaneda                                     |
| 7752 Otauchunokai     | 1988 US      | 31 tháng 10 năm 1988 | Ojima                   | T. Niijima, K. Kanai                                   |
| 7753 -                | 1988 XB      | 5 tháng 12 năm 1988  | Gekko                   | Y. Oshima                                              |
| 7754 Gopalan          | 1989 TT11    | 2 tháng 10 năm 1989  | Cerro Tololo            | S. J. Bus                                              |
| 7755 Haute-Provence   | 1989 YO5     | 28 tháng 12 năm 1989 | Haute Provence          | E. W. Elst                                             |
| 7756 Scientia         | 1990 FR1     | 27 tháng 3 năm 1990  | Palomar                 | C. S. Shoemaker, E. M. Shoemaker                       |
| 7757 -                | 1990 KO      | 22 tháng 5 năm 1990  | Palomar                 | E. F. Helin                                            |
| 7758 Poulanderson     | 1990 KT      | 21 tháng 5 năm 1990  | Palomar                 | E. F. Helin                                            |
| 7759 -                | 1990 QD2     | 22 tháng 8 năm 1990  | Palomar                 | H. E. Holt                                             |
| 7760 -                | 1990 RW3     | 14 tháng 9 năm 1990  | Palomar                 | H. E. Holt                                             |
| 7761 -                | 1990 SL      | 20 tháng 9 năm 1990  | Siding Spring           | R. H. McNaught                                         |
| 7762 -                | 1990 SY2     | 18 tháng 9 năm 1990  | Palomar                 | H. E. Holt                                             |
| 7763 Crabeels         | 1990 UT5     | 16 tháng 10 năm 1990 | La Silla                | E. W. Elst                                             |
| 7764 -                | 1991 AB      | 7 tháng 1 năm 1991   | Karasuyama              | S. Inoda, T. Urata                                     |
| 7765 -                | 1991 AD      | 8 tháng 1 năm 1991   | Yatsugatake             | Y. Kushida, O. Muramatsu                               |
| 7766 Jododaira        | 1991 BH2     | 23 tháng 1 năm 1991  | Kitami                  | K. Endate, K. Watanabe                                 |
| 7767 Tomatic          | 1991 RB5     | 13 tháng 9 năm 1991  | Đài quan sát Tautenburg | L. D. Schmadel, F. Börngen                             |
| 7768 -                | 1991 SX1     | 16 tháng 9 năm 1991  | Palomar                 | H. E. Holt                                             |
| 7769 Okuni            | 1991 VF4     | 4 tháng 11 năm 1991  | Kiyosato                | S. Otomo                                               |
| 7770 Siljan           | 1992 EQ8     | 2 tháng 3 năm 1992   | La Silla                | UESAC                                                  |
| 7771 Tvären           | 1992 EZ9     | 2 tháng 3 năm 1992   | La Silla                | UESAC                                                  |
| 7772 -                | 1992 EQ15    | 1 tháng 3 năm 1992   | La Silla                | UESAC                                                  |
| 7773 -                | 1992 FS      | 23 tháng 3 năm 1992  | Kitami                  | K. Endate, K. Watanabe                                 |
| 7774 -                | 1992 UU2     | 19 tháng 10 năm 1992 | Kitami                  | K. Endate, K. Watanabe                                 |
| 7775 Taiko            | 1992 XD      | 4 tháng 12 năm 1992  | Yatsugatake             | Y. Kushida, O. Muramatsu                               |
| 7776 Takeishi         | 1993 BF      | 20 tháng 1 năm 1993  | Oohira                  | T. Urata                                               |
| 7777 Consadole        | 1993 CO1     | 15 tháng 2 năm 1993  | Kushiro                 | S. Ueda, H. Kaneda                                     |
| 7778 Markrobinson     | 1993 HK1     | 17 tháng 4 năm 1993  | Palomar                 | C. S. Shoemaker, E. M. Shoemaker                       |
| 7779 Susanring        | 1993 KL      | 19 tháng 5 năm 1993  | Palomar                 | J. B. Child                                            |
| 7780 Maren            | 1993 NJ      | 15 tháng 7 năm 1993  | Palomar                 | E. F. Helin, J. B. Child                               |
| 7781 Townsend         | 1993 QT      | 19 tháng 8 năm 1993  | Palomar                 | E. F. Helin                                            |
| 7782 Mony             | 1994 CY      | 7 tháng 2 năm 1994   | Stroncone               | Stroncone                                              |
| 7783 -                | 1994 JD      | 4 tháng 5 năm 1994   | Trạm Catalina           | T. B. Spahr                                            |
| 7784 -                | 1994 PL      | 5 tháng 8 năm 1994   | Catalina Station        | T. B. Spahr                                            |
| 7785 -                | 1994 QW      | 29 tháng 8 năm 1994  | Nachi-Katsuura          | Y. Shimizu, T. Urata                                   |
| 7786 -                | 1994 TB15    | 14 tháng 10 năm 1994 | Nachi-Katsuura          | Y. Shimizu, T. Urata                                   |
| 7787 Annalaura        | 1994 WW      | 23 tháng 11 năm 1994 | San Marcello            | L. Tesi, A. Boattini                                   |
| 7788 Tsukuba          | 1994 XS      | 5 tháng 12 năm 1994  | Kuma Kogen              | A. Nakamura                                            |
| 7789 Kwiatkowski      | 1994 XE6     | 2 tháng 12 năm 1994  | Palomar                 | E. Bowell                                              |
| 7790 Miselli          | 1995 DK2     | 28 tháng 2 năm 1995  | Stroncone               | Stroncone                                              |
| 7791 Ebicykl          | 1995 EB      | 1 tháng 3 năm 1995   | Kleť                    | M. Tichý                                               |
| 7792 -                | 1995 WZ3     | 18 tháng 11 năm 1995 | Nachi-Katsuura          | Y. Shimizu, T. Urata                                   |
| 7793 -                | 1995 YC3     | 27 tháng 12 năm 1995 | Haleakala               | NEAT                                                   |
| 7794 Sanvito          | 1996 AD4     | 15 tháng 1 năm 1996  | Cima Ekar               | U. Munari, M. Tombelli                                 |
| 7795 -                | 1996 AN15    | 14 tháng 1 năm 1996  | Xinglong                | Chương trình tiểu hành tinh Bắc Kinh Schmidt CCD       |
| 7796 Járacimrman      | 1996 BG      | 16 tháng 1 năm 1996  | Kleť                    | Z. Moravec                                             |
| 7797 Morita           | 1996 BK2     | 26 tháng 1 năm 1996  | Oizumi                  | T. Kobayashi                                           |
| 7798 -                | 1996 CL      | 1 tháng 2 năm 1996   | Xinglong                | Chương trình tiểu hành tinh Bắc Kinh Schmidt CCD       |
| 7799 Martinšolc       | 1996 DW1     | 24 tháng 2 năm 1996  | Kleť                    | Kleť                                                   |
| 7800 Zhongkeyuan      | 1996 EW2     | 11 tháng 3 năm 1996  | Xinglong                | Chương trình tiểu hành tinh Bắc Kinh Schmidt CCD       |